# توت لوغان
توت لوغان (الاسم العلمي: Rubus × loganobaccus) (بالإنجليزية: Loganberry)‏ هو هجين بين العليق الأسود الأمريكي الشمالي (Rubus ursinus) والعليق الأحمر الأوروبي (Rubus idaeus).  
يشبه النبات والثمرة العليق الأسود أكثر من العليق الأحمر، لكن لون الثمرة أحمر قاتم، وليس أسود كما في العليق الأسود. توت لوغان – الذي كان نتيجة لحادث تربية جيمس هارفي لوغان (الذي سُمي باسمه) للتوت – يُزرع تجاريًا وبواسطة البستانيين.